# مجلس رئاسة البوسنة والهرسك

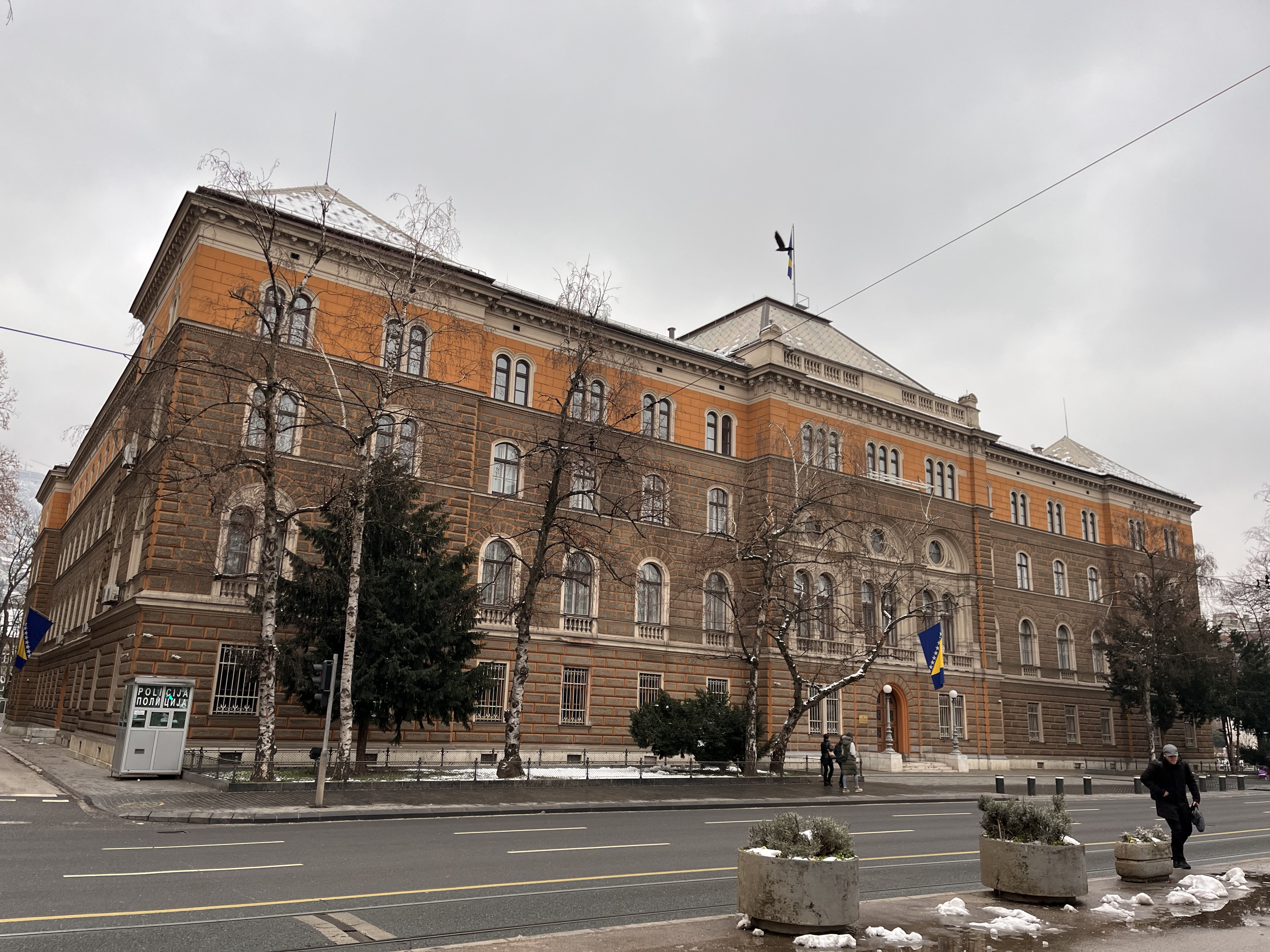
مبنى مجلس رئاسة البوسنة والهرسك في وسط سراييفو

مجلس رئاسة البوسة والهرسك presidency of Bosnia and Herzegovina (قالب:Lang-sh-Latn-Cyrl)هيئة منتخبة مكونة من ثلاثة أعضاء تعتبر بشكل جماعي رأس الدولة في البوسنة والهرسك. وفق الفقرة الخامسة من دستور البوسنة والهرسك يتألف مجلس الرئاسة من ثلاثة أفراد: واحد من البوشناق وواحد من الكروات يتم انتخابهم من اتحاد البوسنة والهرسك وواحد من الصرب منتخب من جمهورية صرب البوسنة. جميع الأعضاء الثلاث يتم انتخابهم في دورة واحدة لمدة أربع سنوات.
العضو في المجلس الرئاسي الذي حصل على أعلى الأصوات يصبح رئيس المجلس ما لم يكن رئيس المجلس عند إجراء الانتخابات، ولكن يتم تناقل رئاسة المجلس بين أعضائه كل ثمانية أشهر لضمان المساواة.

## أعضاء المجلس الحالي
| عضو مجلس الرئاسة | عضو مجلس الرئاسة | عضو مجلس الرئاسة | تاريخ الانضمام                | الحزب                                    | ممثلاً عن | دورات رئاسته للمجلس                                           |
| ---------------- | ---------------- | ---------------- | ----------------------------- | ---------------------------------------- | -------- | ------------------------------------------------------------- |
|                  | شفيق جعفروفيتش   |                  | 20 نوفمبر 2018 الدورة الأولى  | حزب العمل الديمقراطي                     | البوشناق | 20 مارس 2020 – 20 نوفمبر 2020                                 |
|                  | زيليكو كومزيتش   |                  | 20 نوفمبر 2018 الدورة الثالثة | الجبهة الديمقراطية                       | الكروات  | 20 يوليو 2019 – 20 مارس 2020 20 يوليو 2021 – في المنصب        |
|                  | ميلوراد دوديك    |                  | 20 نوفمبر 2018 الدورة الأولى  | تحالف الديمقراطيين الاشتراكيين المستقلين | الصرب    | 20 نوفمبر 2018 – 20 يوليو 2019 20 نوفمبر 2020 – 20 يوليو 2021 |

## قائمة الأعضاء
| المدة                               | الانتخابات | الأعضاء                                | الأعضاء                            | الحزب                                                | العرق |
| ----------------------------------- | ---------- | -------------------------------------- | ---------------------------------- | ---------------------------------------------------- | ----- |
| 1 (13 أكتوبر 1996 – 12 أكتوبر 1998) | 1996       |                                        | علي عزت بيغوفيتش                   | حزب العمل الديمقراطي                                 | بشناق |
| 1 (13 أكتوبر 1996 – 12 أكتوبر 1998) | 1996       |                                        | مومشيلو كراجيشنيك                  | الحزب الديمقراطي الصربي                              | صرب   |
| 1 (13 أكتوبر 1996 – 12 أكتوبر 1998) | 1996       |                                        | كريشيمير زوباك                     | الاتحاد الديمقراطي الكرواتي للبوسنة والهرسك          | كروات |
| 2 (13 أكتوبر 1998 – 28 أكتوبر 2002) | 1998       |                                        | علي عزت بيغوفيتش (حتى أكتوبر 2000) | حزب العمل الديمقراطي                                 | بشناق |
| 2 (13 أكتوبر 1998 – 28 أكتوبر 2002) | 1998       | هاليد جينياك (أكتوبر 2000 – مارس 2001) |                                    | حزب العمل الديمقراطي                                 | بشناق |
| 2 (13 أكتوبر 1998 – 28 أكتوبر 2002) | 1998       |                                        | بيريز بيلكتش (من مارس 2001)        | حزب البوسنة والهرسك                                  | بشناق |
| 2 (13 أكتوبر 1998 – 28 أكتوبر 2002) | 1998       |                                        | زيفكو راديسيتش                     | الحزب الاشتراكي                                      | صرب   |
| 2 (13 أكتوبر 1998 – 28 أكتوبر 2002) | 1998       |                                        | أنتي ييلافيتش (حتى مارس 2001)      | الاتحاد الديمقراطي الكرواتي للبوسنة والهرسك          | كروات |
| 2 (13 أكتوبر 1998 – 28 أكتوبر 2002) | 1998       |                                        | جوزو كريزانوفيتش (من مارس 2001)    | الحزب الديمقراطي الاجتماعي للبوسنة والهرسك           | كروات |
| 3 (28 أكتوبر 2002 – 6 نوفمبر 2006)  | 2002       |                                        | سليمان تيهيتش                      | حزب العمل الديمقراطي                                 | بشناق |
| 3 (28 أكتوبر 2002 – 6 نوفمبر 2006)  | 2002       |                                        | ميركو شاروفيتش (حتى أبريل 2003)    | الحزب الديمقراطي الصربي                              | صرب   |
| 3 (28 أكتوبر 2002 – 6 نوفمبر 2006)  | 2002       | بوريسلاف بارافاتش (من أبريل 2003)      |                                    | الحزب الديمقراطي الصربي                              | صرب   |
| 3 (28 أكتوبر 2002 – 6 نوفمبر 2006)  | 2002       |                                        | دراغان كوفيتش (حتى مارس 2005)      | الاتحاد الديمقراطي الكرواتي للبوسنة والهرسك          | كروات |
| 3 (28 أكتوبر 2002 – 6 نوفمبر 2006)  | 2002       | إيفو ميرو يوفيتش (من مارس 2005)        |                                    | الاتحاد الديمقراطي الكرواتي للبوسنة والهرسك          | كروات |
| 4 (6 نوفمبر 2006 – 17 نوفمبر 2010)  | 2006       |                                        | حارث سيلايديتش                     | حزب البوسنة والهرسك                                  | بشناق |
| 4 (6 نوفمبر 2006 – 17 نوفمبر 2010)  | 2006       |                                        | نيبويشا رادمانوفيتش                | تحالف الديمقراطيين الاشتراكيين المستقلين             | صرب   |
| 4 (6 نوفمبر 2006 – 17 نوفمبر 2010)  | 2006       |                                        | جيلكو كومشيتش                      | الحزب الديمقراطي الاجتماعي للبوسنة والهرسك           | كروات |
| 5 (17 نوفمبر 2010 – 17 نوفمبر 2014) | 2010       |                                        | بكر عزت بيجوفيتش                   | حزب العمل الديمقراطي                                 | بشناق |
| 5 (17 نوفمبر 2010 – 17 نوفمبر 2014) | 2010       |                                        | نيبويشا رادمانوفيتش                | تحالف الديمقراطيين الاشتراكيين المستقلين             | صرب   |
| 5 (17 نوفمبر 2010 – 17 نوفمبر 2014) | 2010       |                                        | جيلكو كومشيتش                      | الحزب الديمقراطي الاجتماعي للبوسنة والهرسك (من 2012) | كروات |
| 5 (17 نوفمبر 2010 – 17 نوفمبر 2014) | 2010       | الجبهة الديمقراطية (من 2013)           | جيلكو كومشيتش                      |                                                      | كروات |
| 6 (17 نوفمبر 2014 – 20 نوفمبر 2018) | 2014       |                                        | بكر عزت بيجوفيتش                   | حزب العمل الديمقراطي                                 | بشناق |
| 6 (17 نوفمبر 2014 – 20 نوفمبر 2018) | 2014       |                                        | ملادن إيفانيتش                     | حزب التقدم الديمقراطي                                | صرب   |
| 6 (17 نوفمبر 2014 – 20 نوفمبر 2018) | 2014       |                                        | دراغان كوفيتش                      | الاتحاد الديمقراطي الكرواتي للبوسنة والهرسك          | كروات |
| 7 (20 نوفمبر 2018 – )               | 2018       |                                        | شفيق جعفروفيتش                     | حزب العمل الديمقراطي                                 | بشناق |
| 7 (20 نوفمبر 2018 – )               | 2018       |                                        | ميلوراد دوديك                      | تحالف الديمقراطيين الاشتراكيين المستقلين             | صرب   |
| 7 (20 نوفمبر 2018 – )               | 2018       |                                        | جيلكو كومشيتش                      | الجبهة الديمقراطية                                   | كروات |

## أعضاء سابقون على قيد الحياة

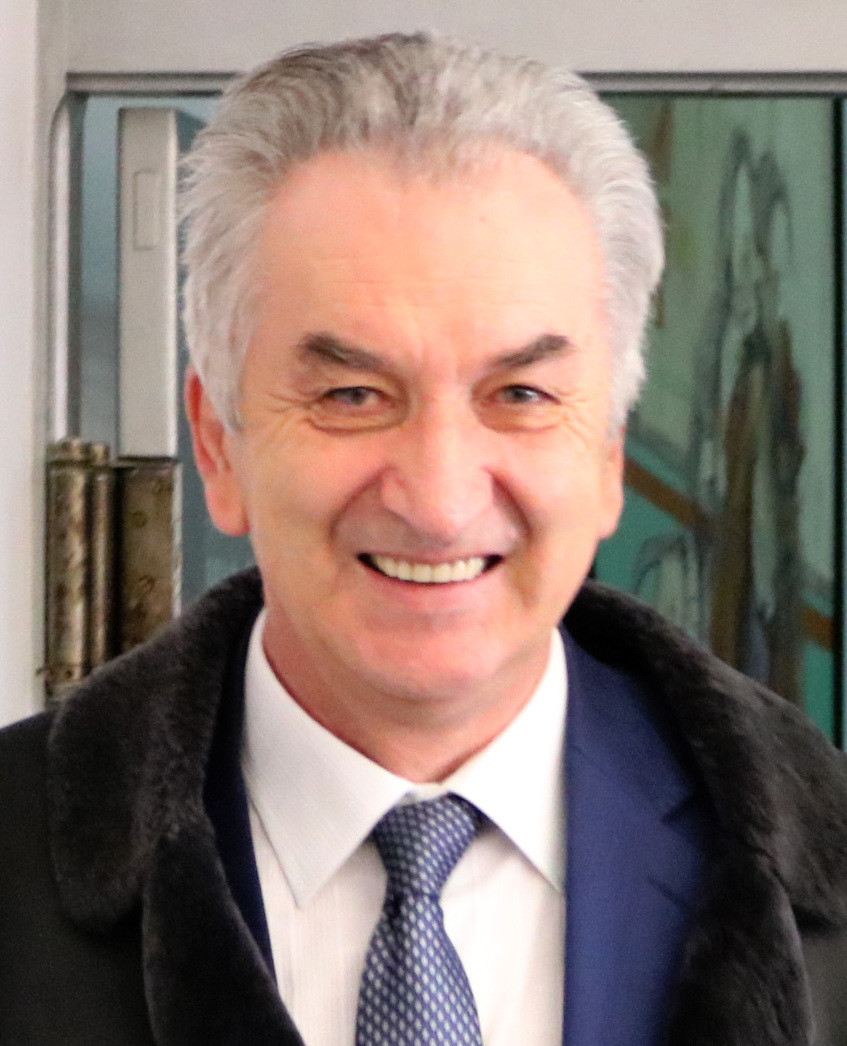
المجلس الثالث ميركو شاروفيتش (2002–2003)
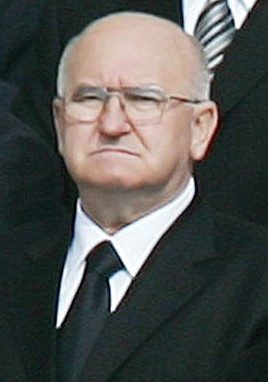
المجلس الرابع بوريسلاف بارافاتش (2003–2006)
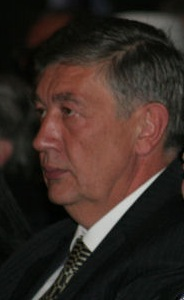
المجلس الخامس نيبويشا رادمانوفيتش (2006–2014)
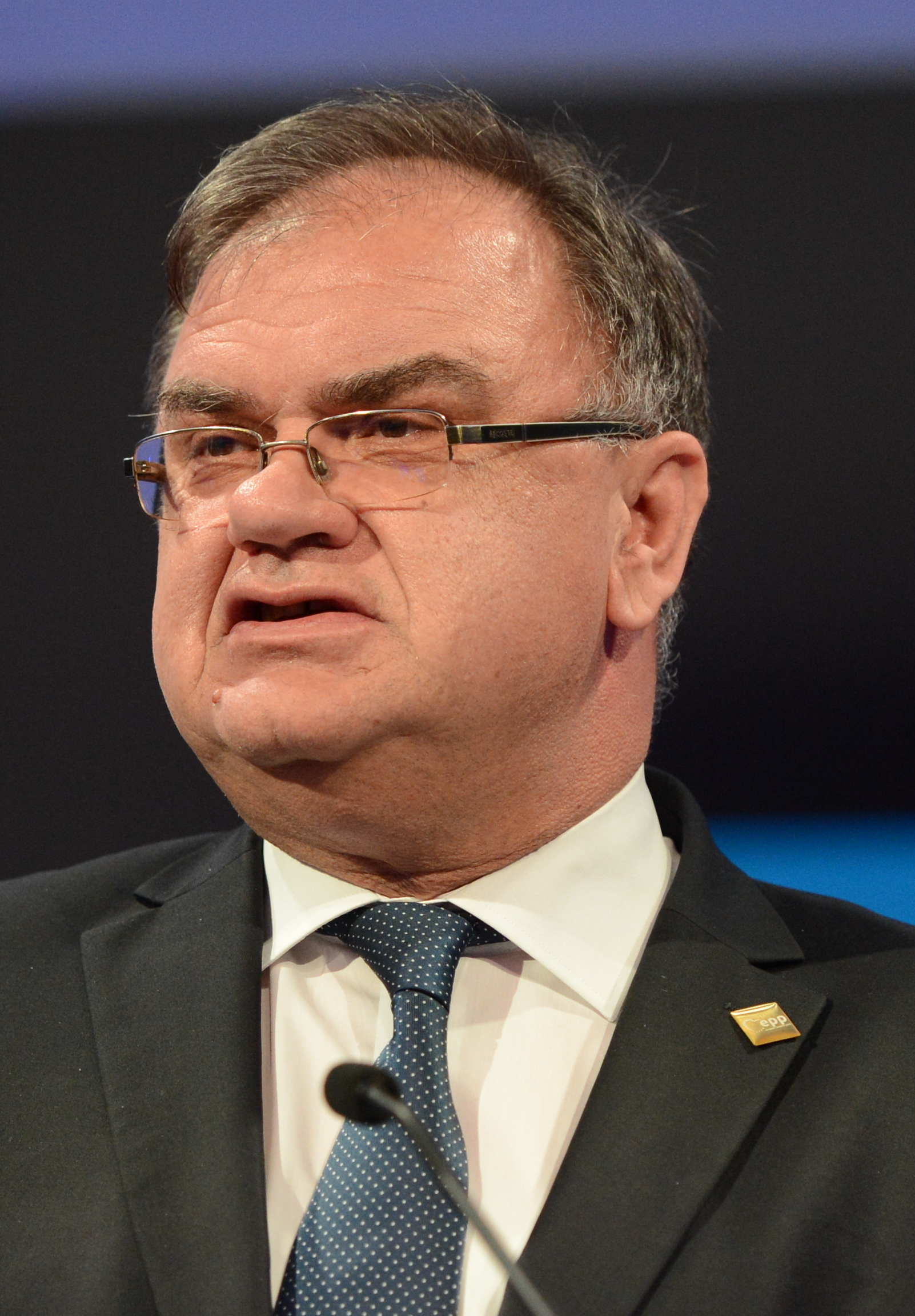
المجلس السادس ملادن إيفانيتش (2014–2018)

هناك اثنا عشر عضو سابق من أعضاء المجلس على قيد الحياة. آخرهم موتًا هو زيفكو راديشيتش (1998-2002) في 5 سبتمبر 2021.
أعضاء البوشناق:

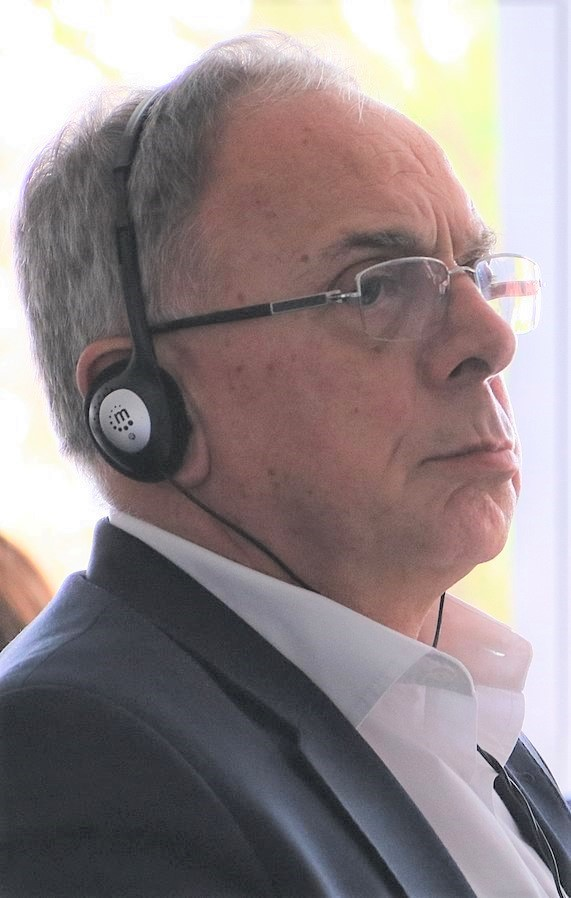
المجلس الثاني هاليد جينياك (2000–2001)
المجلس الثالث بيريز بيلكتش (2001–2002)
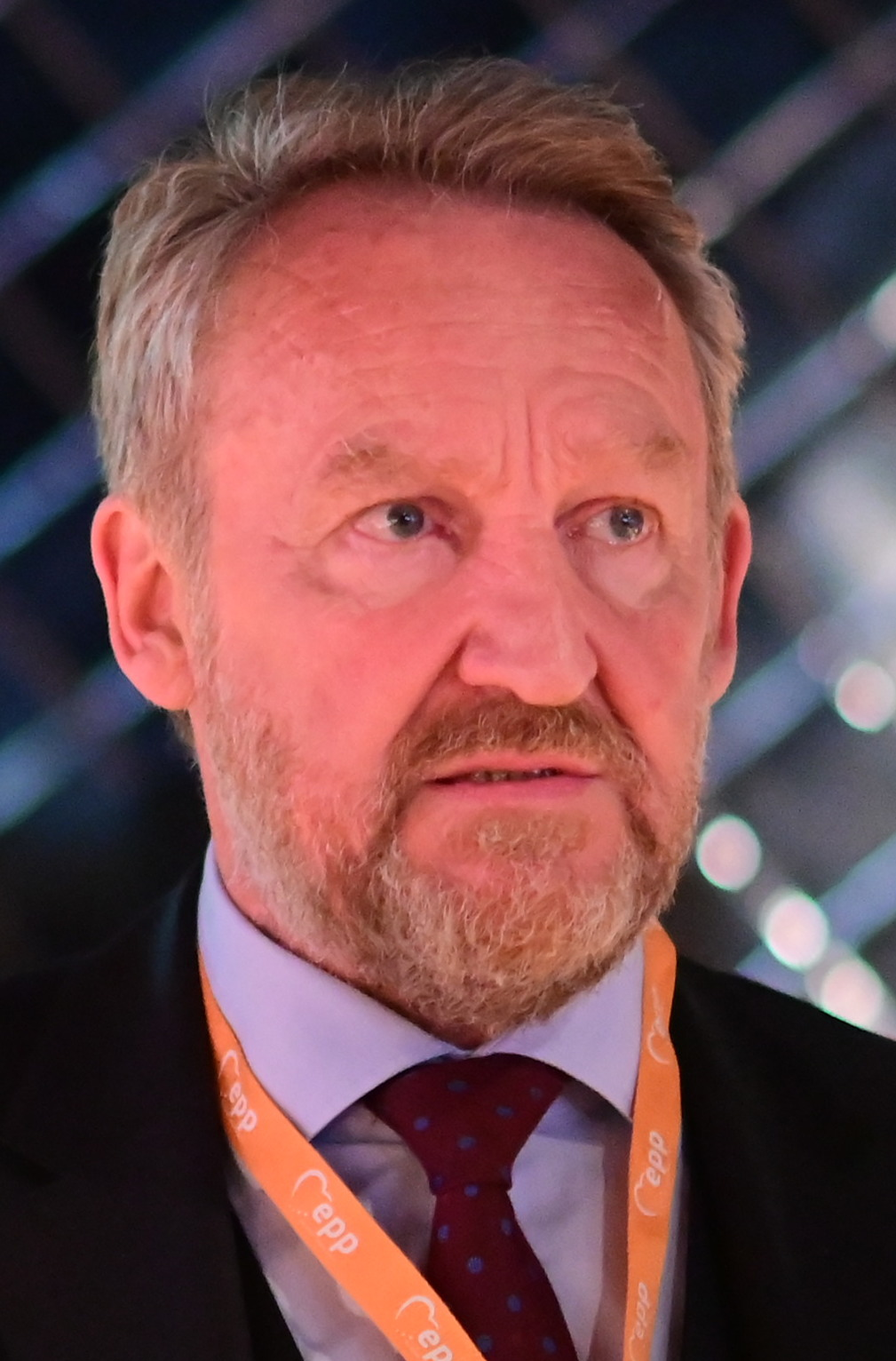
المجلس السادس بكر عزت بيجوفيتش (2010–2018)

أعضاء الكروات:

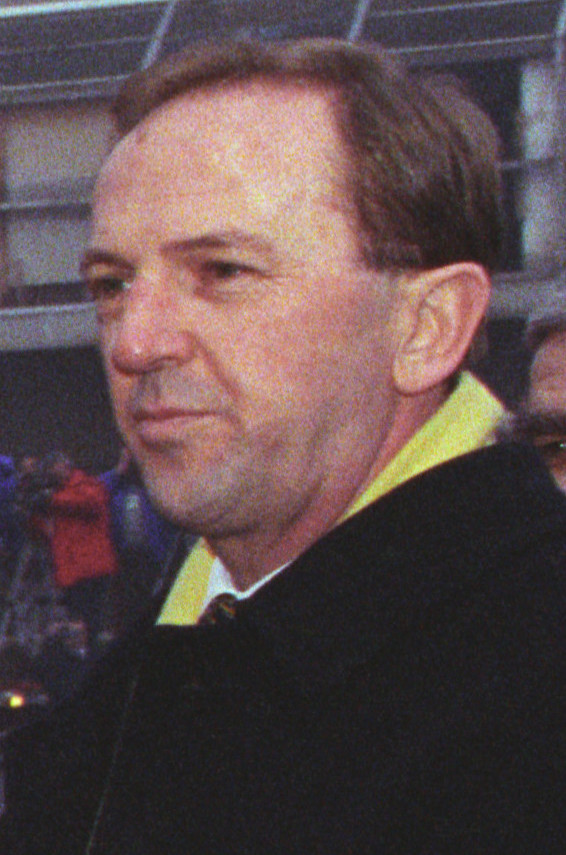
المجلس الأول كريشيمير زوباك (1996–1998)
المجلس الثاني أنتي ييلافيتش (1998–2001)
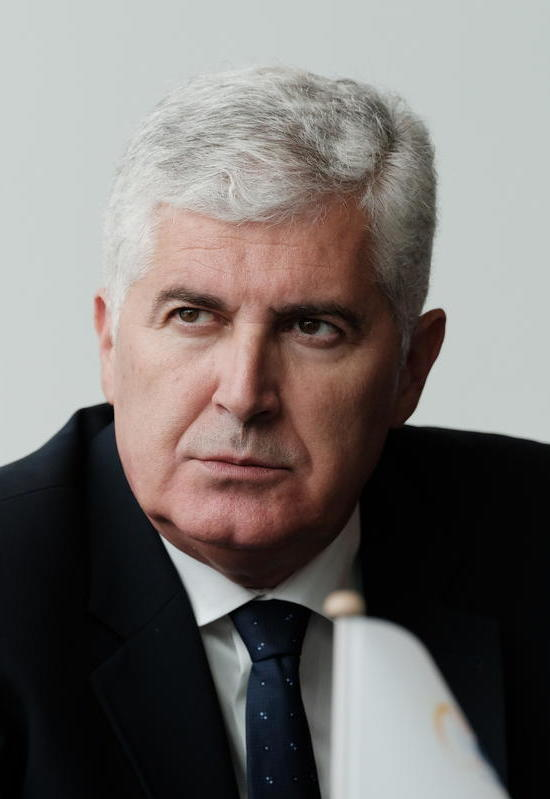
المجلس الرابع دراغان كوفيتش (2002–2005، 2014–2018)
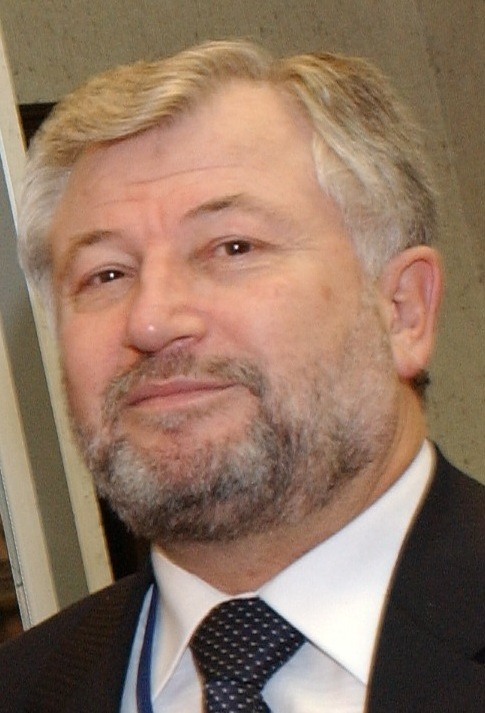
المجلس الخامس إيفو ميرو يوفيتش (2005–2006)

أعضاء الصرب:
- المجلس الثالث
ميركو شاروفيتش
(2002–2003)
- المجلس الرابع
بوريسلاف بارافاتش
(2003–2006)
- المجلس الخامس
نيبويشا رادمانوفيتش
(2006–2014)
- المجلس السادس
ملادن إيفانيتش
(2014–2018)

## وصلات خارجية
- مجلس الوزراء البوسنة
- بوابة البوسنة والهرسك باللغة العربية